# Intralogistik
Als Intralogistik bezeichnet man die logistischen Material- und Warenflüsse, die sich innerhalb eines Betriebsgeländes abspielen. Der Begriff wurde definiert, um eine Abgrenzung zum Warentransport außerhalb eines Werkes zu schaffen, z. B. durch eine Spedition.
Das Forum Intralogistik im Verband Deutscher Maschinen- und Anlagenbau definiert die Intralogistik als die Organisation, Steuerung, Durchführung und Optimierung des innerbetrieblichen Waren- und Materialflusses und Logistik, der Informationsströme sowie des Warenumschlags in Industrie, Handel oder öffentlichen Einrichtungen.
Intralogistik ist ebenfalls die Wirtschaftsbranche des innerbetrieblichen Materialflusses und der Logistik, die auf Leistungssteigerung und Kostensenkung zielt.

## Interdisziplinäres Zusammenspiel

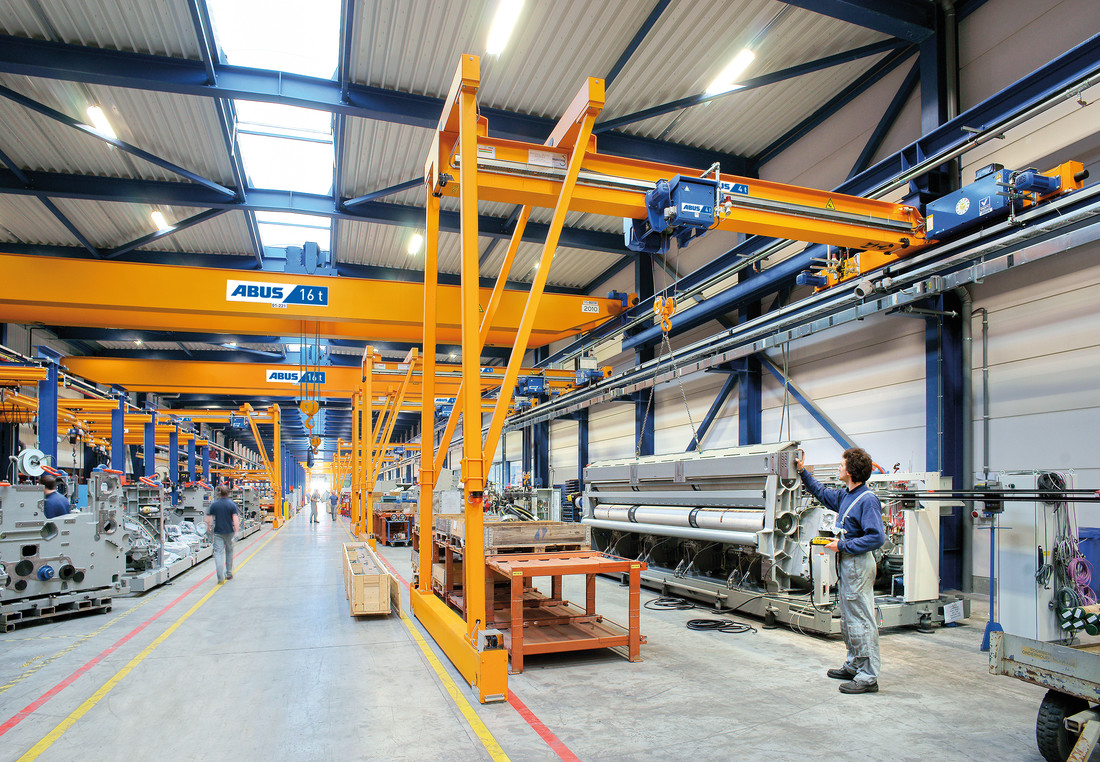
Beispiel für Intralogistik durch verschiedene Hallenkrane auf zwei Ebenen (Arbeitsplatzkrane und übergreifender Krantransport)

Intralogistik ist ein Begriff, der den innerbetrieblichen Materialfluss – also die unternehmensinterne Logistik – beschreibt, z. B. für Stückgüter, Schüttgut oder Flüssigkeiten.  Technisch gehören dazu Lager- sowie Puffertechnik, mechanische und pneumatische Förderer, Rohrpostanlagen, Hebezeuge, Flurförderzeuge, Puffertechnik, Stetigförderer, Krane, Telematik, Aktorik, Sensorik, Robotik, Logistik-Software, Steuerungs-, Identifikations-, Bildverarbeitungs-, Sortier-, Kommissionnier-, Palettier-, Verpackungs- und Datentechnik. Neben spezialisierten Herstellern haben sich Anbieter von Komplettsystemen für Intralogistik am Markt etabliert. Ein originäres Merkmal der Intralogistik-Branche ist die interdisziplinäre Zusammenarbeit von Anbietern und Experten der verschiedenen Disziplinen.

## Geschichte
Aus der Historie des innerbetrieblichen Materialflusses kann man  eine enge Verknüpfung mit dem logistischen Gedanken ableiten: Logistikwissenschaftler sehen im Auftauchen der automatisierten Hochregallager- und Warenverteilsysteme Mitte des 20. Jahrhunderts den Zeitpunkt, zu dem aus dem einfachen Transportieren, Umschlagen, Lagern eine logistische Leistung wurde.
Die andauernde Globalisierung der Märkte hat mehr und mehr deutsche Unternehmen dazu bewegt, technische Lösungen und Konzepte im Bereich der Automatisierung zu entwickeln, um sich vor Herstellern aus Billiglohnländern zu schützen. Dieser wachsende Automatisierungsgrad in der Intralogistik wurde überwiegend durch wachsende Leistungsfähigkeit (Geschwindigkeit und Kompatibilität) bei Rechnern und Steuerungen ermöglicht.
Das erste Einsatzgebiet von Rechnern in der Logistik war die Lagerverwaltung. Die Aufgabe der ersten EDV-gestützten Lagerverwaltungssysteme ähnelte der eines Buchhalters, der lediglich Warenein- und -ausgänge verbucht und nicht steuernd in die Prozessabläufe eingreift.
Neuere Generationen von Lagerverwaltungssysteme wurden geprägt durch technische Innovationen im Bereich der
- Relationalen Datenbanken,
- Leistungsfähigeren Hardware- und Betriebssysteme,
- Vernetzungstechniken (z. B. mit Werkstückförderer),
- Strichcode sowie strichcodefähige Drucker und Strichcode-Lesegeräte,
- Mobilen Peripherie und in
- hochverfügbaren Systemen mit geringen Ausfallquoten.

Entlang dieser graduellen technischen Entwicklung passt sich der Automatisierungsgrad dem Anforderungsprofil des Anwenders bzw. Betreibers des intralogistischen Systems an. Die Durchsatzforderungen bei hoher Artikelvielfalt stehen in enger Beziehung zum Automatisierungsgrad. Geht die Betrachtung von den Geschäftsprozessen eines Distributionszentrums aus, gibt es zwischen dem Wareneingang und dem Warenausgang immer die Prozesse Lagern, Transport, Auftragsabwicklung. Die heute erreichte Entwicklung der objektorientierten Softwaretechnik und die zunehmende Durchdringung der industriellen Softwareproduktion ermöglicht einen hohen Wiederverwendungsgrad und eine hohe Anpassungsfähigkeit hinsichtlich zukünftiger Anforderungen.